# 7 monaci d'oro
7 monaci d'oro è un film del 1966 diretto da Marino Girolami, e interpretato da Aldo Fabrizi e Raimondo Vianello.